# Инман Милс (Јужна Каролина)
Инман Милс (енгл. Inman Mills) насељено је место без административног статуса у америчкој савезној држави Јужна Каролина.

## Демографија
По попису из 2010. године број становника је 1.050, што је 101 (-8,8%) становника мање него 2000. године.
| Група             | 2000.         | 2010.       |
| Белци             | 1.031 (89,6%) | 923 (87,9%) |
| Афроамериканци    | 82 (7,1%)     | 81 (7,7%)   |
| Азијати           | 1 (0,1%)      | 14 (1,3%)   |
| Хиспаноамериканци | 34 (3,0%)     | 19 (1,8%)   |
| Укупно            | 1.151         | 1.050       |